# Møllegade
 Ikke at forveksle med Møllegade (Skanderborg).
Møllegade er en gade på Nørrebro i København, der går fra Nørrebrogade i sydvest til Nørre Allé i nordøst. Mosaisk Nordre Begravelsesplads ligger ved den sydlige side af gaden og De Gamles By ved den nordlige side.

## Historie
Gaden er en af de ældste på Nørrebro. Den var oprindelig en del af Jagtvej, der blev etableret kort efter bygningen af Ladegården i 1620 for at give kongelige jagtselskaber en let vej til Store Vibenshus, hvorfra de fulgte Lyngbyvej til Jægersborg Dyrehave eller Frederiksborg Slot i Nordsjælland.
Den sydvestlige del af gaden blev senere kendt som Jødevej, fordi den lå ved den jødiske begravelsesplads. I 1831 var den en af kun tre sidegader til Nørrebrogade. Den nordøstlige del blev kaldt Sandgravsvej efter de sandgrave, der lå hvor De Gamles By nu ligger. Sandet blev blandt andet brugt til at hvidskure gulve med. Gaden fik sit nuværende navn i 1858.

## Bygninger og beboere
I nr. 7 ligger LiteraturHaus, der er et mødested for aspirerende forfattere, kunstnere og andre med interesse for litteratur. Bygningen er en tidligere metodistkirke, Bethania Kirke, der blev opført i 1892 efter tegninger af Henrik Hagemann og Knud Arne Petersen. LiteraturHaus åbnede i april 2005, inspireret af tilsvarende steder i Tyskland. Ved siden af bygningen står Anders Bundgaards bronzestatue Granskende Pige fra 1934. Den forestiller en pige, der læser en runesten og en skriftrulle. Den blev opsat på stedet i 2008.
Mosaisk Nordre Begravelsesplads i nr. 12 blev etableret i 1690'erne. Muren, der adskiller den fra Møllegade, Guldbergsgade og Birkegade, blev bygget i 1873 efter tegninger af Vilhelm Tvede. Begravelsespladsen blev fredet i 1983.
I nr. 26 ligger Det Frie Gymnasium, der lægger vægt på demokrati, alternativ læringsmetoder og kreativitet. Skolen blev grundlagt i 1970 og har ligget i Møllegade siden 1992.
Bygningskomplekset Alderstrøst i nr. 28-30 blev bygget af Håndværkerforeningen for at skaffe betalelige boliger for gamle håndværkere. Nr. 15 og 19 blev opført i 1895 efter tegninger af Thorvald Sørensen. Nr. 17 blev bygget i 1939 af Henning Hansen.
Møllehuset Børnehave i nr. 33 åbnede i 2004. Bygningen blev tegnet af OMC Arkitekter.